# Coleoxestia curoei
Coleoxestia curoei es una especie de escarabajo longicornio del género Coleoxestia, tribu Cerambycini, subfamilia Cerambycinae. Fue descrita científicamente por Eya & Chemsak en 2005.

## Descripción
Mide 20-29 milímetros de longitud.

## Distribución
Se distribuye por Costa Rica, Honduras, México, Nicaragua y Panamá.